# Biostratigraphie
La biostratigraphie est l'étude de la répartition des espèces fossiles dans les strates sédimentaires et donc dans les temps géologiques. Par des études paléontologiques, elle se donne pour objectif l'établissement d'une chronologie relative. La biostratigraphie intervient par ailleurs comme support de corrélation pour la plupart des autres disciplines des sciences de la Terre.

## Description
La biostratigraphie utilise des fossiles stratigraphiques pour établir des biozones, une unité fondamentale définie à partir de l'extension d'un ou de plusieurs taxons (a priori, des espèces). Les biozones représentent des intervalles corrélables dans des faciès lithologiques éventuellement hétérogènes. On parlera de « zones à ... » et on établira des corrélations de zones fossilifères. Ces zones de terrains sont rapportées à des chronozones théoriques, c'est-à-dire que l'ensemble des couches d'une « zone à A » est considéré s'être déposé entre l'apparition d'une espèce indice A et sa disparition, même si certaines couches intermédiaires peuvent ne pas contenir d'individus de l'espèce A, en raison de variations paléoenvironnementales, d'un biais d'échantillonnage sur le terrain (manque de chance...) ou autres raisons.

## Méthode de datation
Connaissant les plages d'existence de nombreuses espèces animales éteintes, la biostratigraphie permet de proposer une datation approximative d'une couche stratigraphique ayant livré des fossiles d'espèces déjà connues, et de dater ainsi d'autres fossiles ou artéfacts trouvés dans cette couche. 